# Juvenaat

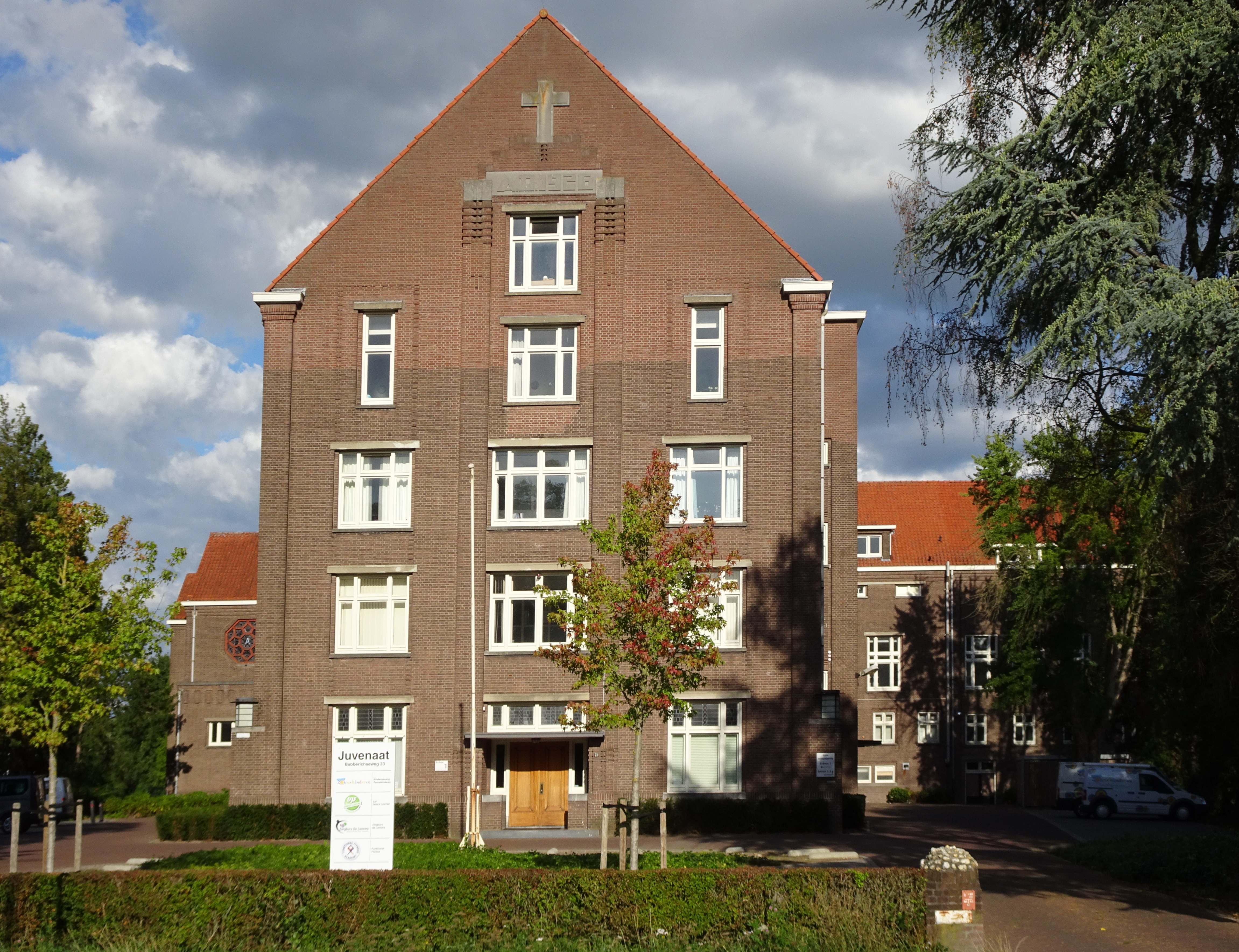
Sint Stanislaus, voormalig Juvenaat van de broeders van Maastricht, Oud-Zevenaar

Een juvenaat was voor het ingaan van de Mammoetwet (1968) een instelling waar gymnasiaal of middelbaar onderwijs werd gegeven aan jongens die wilden worden opgeleid tot priester of broeder in een kloosterorde of kloostercongregatie. Het juvenaat was verbonden aan die specifieke kloosterorde of -congregatie en vormde de eerste fase in de opleiding tot kloosterling. De leerlingen waren in de regel intern, maar waren na afloop van hun schooljaren niet verplicht om in te treden. Eerst daarna kregen zij de keuze om postulant te worden, de eerste van drie treden naar een volwaardig kloosterlingschap. Door de secularisering en de Mammoetwet zijn de meeste juvenaten omgevormd tot reguliere middelbare scholen, gymnasia of humaniora's.
Een juvenaat is niet vergelijkbaar met een kleinseminarie, waar de leerlingen een voorbereidende, gymnasiale opleiding krijgen tot wereldgeestelijke. Zij treden na een aanvullende studie op het grootseminarie niet in een klooster, maar worden parochiepriester. Kleinseminaries stonden en staan onder het gezag van een bisschop. Voor de Tweede Wereldoorlog hadden examinandi in Nederland geen wettelijk erkend diploma in de hand. Wie niet naar het grootseminarie wilde en aan een universiteit verder wilde studeren, moest eerst een staatsexamen doen. In later jaren zijn de meeste kleinseminaries omgevormd tot reguliere gymnasiale opleidingen.
De naam juvenaat hangt etymologisch samen met juveniel, jeugdvorm.